# Prozac Nation (livre)
Prozac Nation - Avoir vingt ans dans la dépression est un livre de Elizabeth Wurtzel paru en 1994.

## Histoire
Prozac Nation est un récit autobiographique qui décrit la dépression clinique de l'autrice durant son enfance, adolescence et vie de jeune adulte. Elle raconte ses crises et comportements suicidaires qu'elle développe depuis l'âge de dix ans et qui la poursuivent à travers sa vie d'adolescente et d'étudiante. Elle cumule alors tentatives de suicide et scarifications et enchaîne les thérapies et hospitalisations. Sa situation s'améliore grâce aux antidépresseurs prescrits par ses médecins et notamment grâce au Prozac, médicament dont elle est l'une des premières à faire un cure.
Au-delà du récit médical, c'est le malaise d'une génération qui y est décrit ce qui vaut parfois à ce livre d'être comparé à L'Attrape-cœurs.

## Réception
Cet ouvrage est aujourd'hui considéré comme l'un des premiers à traiter des maladies mentales à travers un récit autobiographique, sujet encore tabou à l'époque en dehors des publications scientifiques. Il est encore connu aujourd'hui comme étant un livre de référence sur la dépression.
Une adaptation cinématographique, Prozac Nation a été réalisée en 2001 par Erik Skjoldbjærg.